# Сочувствие госпоже Месть
«Сочу́вствие госпоже́ Месть» (кор. 친절한 금자씨, рус. «Добросердечная госпожа Кым Чжа») — южнокорейская криминальная драма режиссёра и сценариста Пака Чхан Ука, заключительная часть его «трилогии о мести», состоящей также из фильмов «Сочувствие господину Месть» (2002) и «Олдбой» (2003). Обладатель премии «Малый Золотой лев» Венецианского кинофестиваля 2005 года, а также ряда других наград.

## Сюжет
Девятнадцатилетняя Ли Кым Чжа (Ли Ён Э) попадает в тюрьму по обвинению в похищении и убийстве маленького мальчика Пака Вон Мо. По ходу фильма становится понятно, что настоящим убийцей является её сожитель и сообщник Пэк (Чхве Мин Сик): он шантажирует девушку, угрожая убить её маленькую дочь, в том случае, если она не пойдёт с добровольным признанием в полицию и не оговорит себя.
Ли признают виновной и в 1991 году приговаривают к тринадцатилетнему тюремному заключению. В тюрьме девушка завоёвывает авторитет своей храбростью и готовностью прийти на помощь, и получает прозвище «Добросердечная Кым Чжа».
После освобождения из тюрьмы первое стремление Ли — свершить мщение, план которого она тщательно вынашивала все тринадцать лет.

Ключевая фраза, как «Господина Месть», так и «Госпожи»: 

Похищения бывают во благо и во зло, похищения во благо — это когда похищаешь ребёнка, а потом благополучно возвращаешь его родителям после того, как всё закончилось.

## В ролях
| Актёр        | Роль                 |
| ------------ | -------------------- |
| Ли Ён Э      | Ли Кым Чжа           |
| Чхве Мин Сик | учитель Пэк          |
| Квон Йе Ён   | Дженни               |
| Ким Си Ху    | Кын Сик              |
| Ким Ок Пён   | проповедник          |
| Нам Иль У    | детектив Чхве        |
| О Даль Су    | мистер Чжан          |
| Тони Бэрри   | приёмный отец Дженни |
| Энн Кординер | приёмная мать Дженни |
| Го Су Хи     | Мэ Ньё               |
| Сон Канхо    | наёмник Пэка         |
| Син Ха Гюн   | наёмник Пэка         |

## Награды и номинации
2005 — «Голубой дракон»
- Лучший фильм
- Лучшая актриса — Ли Ён Э
- Номинация — Лучший режиссёр — Пак Чхан Ук
- Номинация — Лучшая операторская работа — Чхун Хун Чхун
- Номинация — Лучший художник — Чжо Сон Хва
- Номинация — Лучшая музыка — Чхве Сын Хюны
- Номинация — Лучшие визуальные эффекты

2005 — Венецианский кинофестиваль
- «Малый золотой лев» — Пак Чхан Ук
- Премия «CinemAvvenire» — Лучший фильм — Пак Чхан Ук
- Номинация — «Золотой лев» — Пак Чхан Ук

2006 — «Большой колокол»
- Номинация — Лучший фильм
- Номинация — Лучшая актриса — Ли Ён Э
- Номинация — Лучший режиссёр — Пак Чхан Ук
- Номинация — Новый актёр — Ким Си Ху

2005 — Международный кинофестиваль в Бангкоке
- «Золотая канарейка» — Пак Чхан Ук
- Номинация — «Золотая канарейка» — Лучший фильм

2005 — Кинофестиваль в Ситжесе
- Лучшая актриса — Ли Ён Э
- Номинация — Лучший фильм

2006 — Fantasporto
- Лучший фильм — Пак Чхан Ук

## Факты
- В режиссёрской версии на протяжении всего просмотра изначально цветной фильм постепенно переходит в чёрно-белый.